# Burgo

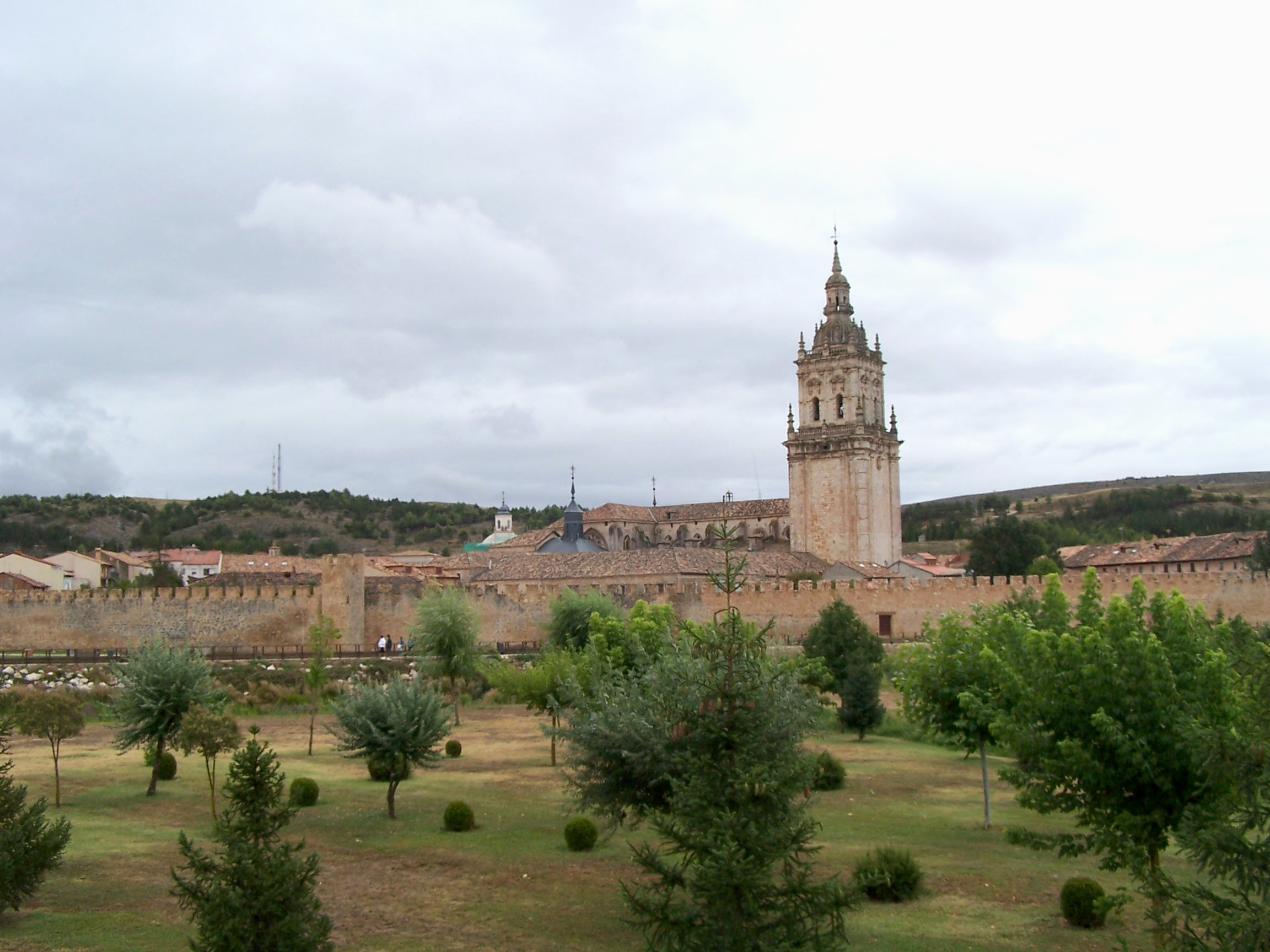
Burgo de Osma

Um burgo é uma divisão administrativa em vários países. Em princípio, o termo designa uma cidade murada autogovernada, embora, na prática, o uso oficial do termo varie amplamente.

## Etimologia
A palavra vem do latim burgus, que significa "pequena fortaleza povoada" que, pelo germânico burgs, ficou cidadela fortificada. Em alemão a palavra Burg é associada a construções mais antigas e fortificadas, e a palavra Schloss é associada aos palácios e castelos construídos na Europa no final da Idade Média. Ela deriva do germânico comum *burgs, de significado forte: compare com bury (inglês, que nesta língua derivou também para os termos borough, brough, burgh), burgh (escocês), Burg (alemão), borg (escandinavo), burcht (holandês) e o empréstimo germânico presente em línguas indo-europeias vizinhas tal como borgo (italiano), bourg (francês), burgo (espanhol e português). A incidência destas palavras como sufixos de nomes de lugar (por exemplo, Cantuária (Canterbury), Estrasburgo, Luxemburgo, Edimburgo, Hamburgo, Gotemburgo, Joanesburgo), geralmente indica que eles eram assentamentos fortificados.

## Idade Média
Os burgos surgiram na Baixa Idade Média, na época da decadência feudal e crescimento comercial e urbano.
Os burgos desenvolveram-se pelo processo de troca de produtos entre um feudo e outro. Os produtores levavam seus produtos até o burgo (que ficava "dentro" de um feudo) e lá faziam uma espécie de feira trocando seus produtos por outros ou por dinheiro.
Os habitantes dos burgos dedicavam-se ao comércio e à produção artesanal, que era realizada pelo mestre em sua oficina. Seus habitantes eram chamados de burgueses, crescendo em poder econômico de modo que no século XIX formaram a burguesia.

## Divisão administrativa
Um burgo é uma subdivisão administrativa utilizada na província canadense do Quebeque, no Reino Unido (para definir cidades constituintes da Grande Londres) e em alguns estados estadunidenses (Alasca, Conecticute, Minesota, Virgínia, Pensilvânia, Nova Jérsei e Nova Iorque, neste como uma das cinco divisões da cidade de Nova Iorque). Equivale similarmente a distrito ou freguesia. Por vezes, o termo "bairro" também é utilizado em substituição como uma palavra mais atual, embora entenda-se que distritos e freguesias em geral indiquem subdivisões administrativas imediatas de uma cidade (município), enquanto um bairro geralmente tem papel apenas de referência geográfica.